# Autolytus juventudensis
Autolytus juventudensis är en ringmaskart som beskrevs av San Martin 1994. Autolytus juventudensis ingår i släktet Autolytus och familjen Syllidae. Inga underarter finns listade i Catalogue of Life.